# Карипска струја
Карипска струја настаје од вода Гујанске и делом од вода мањег крака Северноекваторијалне струје у Карипском мору. Температура струје је око 28° С, а салинитет се креће у границама од око 35,5 промила. Карипска струја се креће северозападно према Јукатанском полуоству, где прелази у Јукатанску струју.